# Musca domestica
Musca domestica és una espècie de dípter braquícer de la família de les mosques. Està estesa per tot el món, ja que acompanya l'home allí on va. Es considera un flagell per a la humanitat, ja que pot contaminar els aliments propagant malalties infeccioses.

## Morfologia

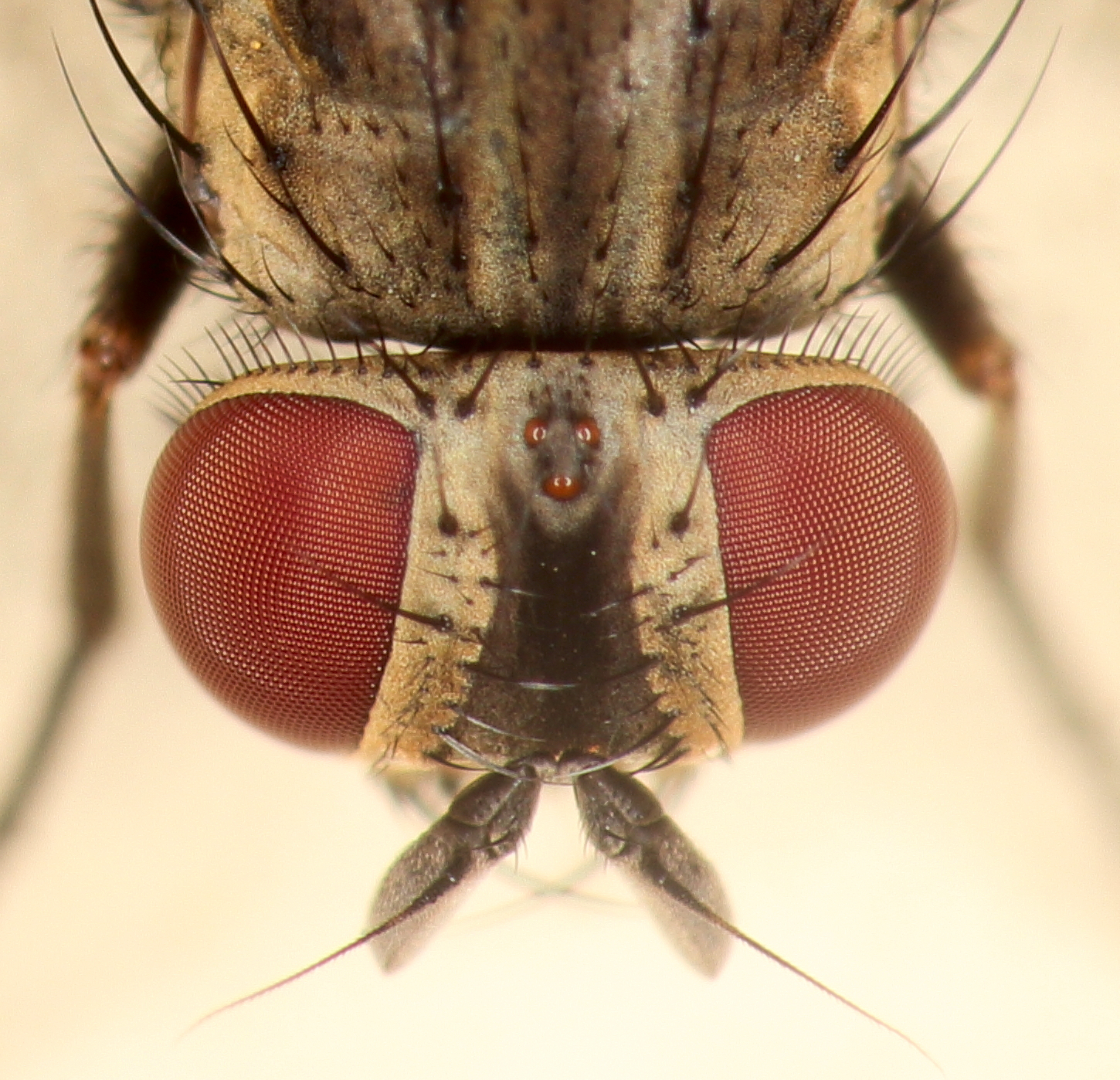
Cap d'una femella de mosca domèstica amb dos grans Ulls compostos i tres ocels.

Els adults fan de 5 a 8 mm de llarg i 13-15 mm d'envergadura alar, cap negrós, tòrax gris amb quatre bandes negres per sobre i groguenc per sota, tot el cos cobert de pèls. Ulls compostos i vermellosos. Amb un sol parell d'ales de tons grisos. Les femelles solen tenir ales més grans que els mascles, mentre que aquests tenen potes relativament més llargues. Les femelles tendeixen a variar més en grandària i hi ha variació geogràfica amb individus més grans en latituds més altes. El cap és fortament convex per davant i pla i lleugerament cònic per darrere. El parell de grans ulls compostos gairebé es toquen en els mascles, però estan més separats a les femelles. Tenen tres ulls simples (ocels) i un parell d'antenes curtes.

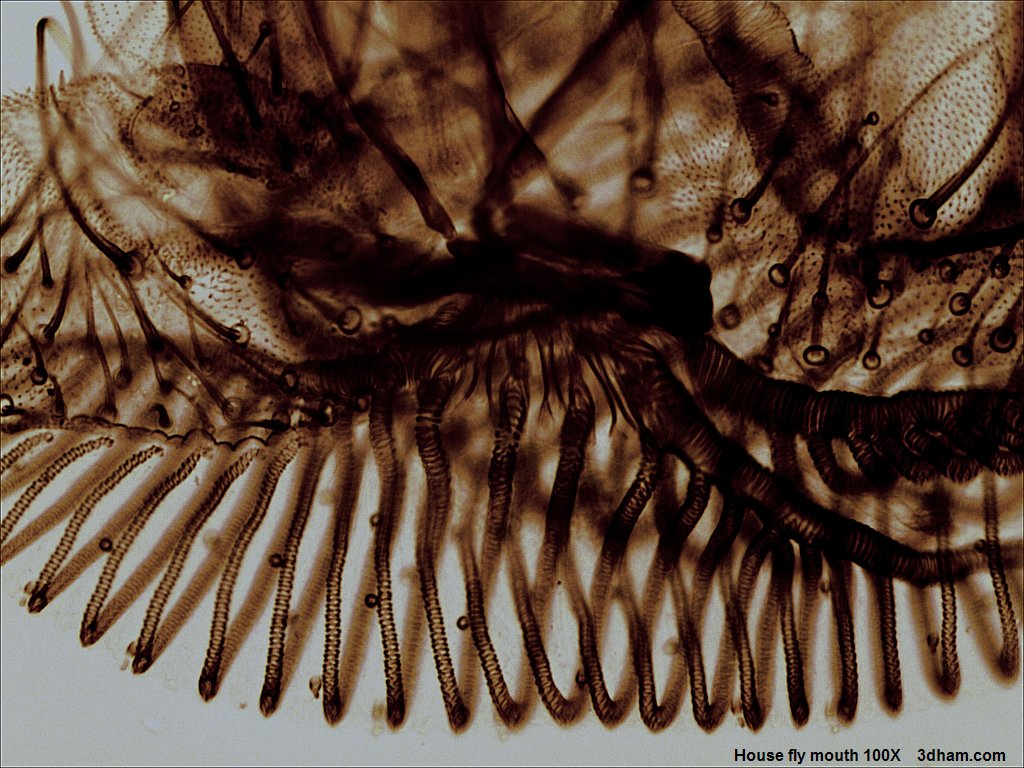
Parts bucals de la mosca domèstica, mostrant les pseudotràquees, solcs semitubulars (bandes paral·leles fosques) utilitzades per succionar aliments líquids.

Les peces bucals estan especialment adaptades per a una dieta líquida; les mandíbules i els maxil·lars són petits i no funcionals, i les altres peces bucals formen una probòscide retràctil i flexible amb una punta carnosa engrandida, el label. Es tracta d'una estructura semblant a una esponja que es caracteritza per moltes ranures, anomenades pseudo-tràquees, que succionen fluids per acció capil·lar. També s'utilitza per distribuir saliva per estovar aliments sòlids o recollir partícules soltes. Les mosques domèstiques tenen quimioreceptors, òrgans del gust, als tars de les seves potes, de manera que poden identificar aliments com ara sucres caminant-hi. Sovint es veuen mosques domèstiques netejant-se les cames fregant-les entre si, cosa que permet als quimiorreceptors tornar a provar tot el que caminen a continuació. Al final de cada apèndix hi ha un parell d'urpes, i a sota hi ha dos coixinets adhesius, que permeten a la mosca domèstica caminar per parets i sostres llisos utilitzant les forces de van der Waals. Les urpes ajuden a la mosca domèstica a desenganxar el peu per al següent pas. Les mosques domèstiques caminen amb una marxa comuna en superfícies horitzontals i verticals amb tres potes en contacte amb la superfície i tres en moviment. En superfícies invertides, alteren la marxa per mantenir quatre peus enganxats a la superfície. Les mosques domèstiques aterren sobre un sostre volant directament cap a ell; just abans d'aterrar, fan mig rotllo i apunten les sis potes a la superfície, absorbint el xoc amb les potes davanteres i enganxant-se un moment després amb les altres quatre.

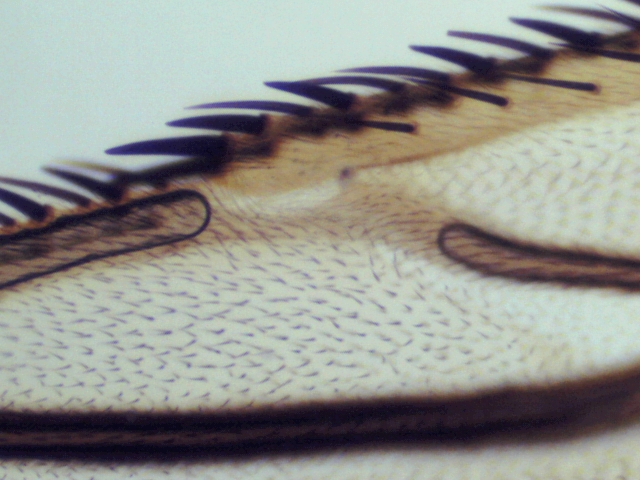
Una ala de mosca domèstica amb un augment de 250x

El tòrax és d'una tonalitat de gris, de vegades fins i tot negre, amb quatre bandes longitudinals fosques d'amplada uniforme a la superfície dorsal. Tot el cos està cobert de pèls curts. Com altres dípters, les mosques domèstiques només tenen un parell d'ales; el que seria el parell posterior es redueix a petits halteris que ajuden a l'estabilitat del vol. Les ales són translúcides amb un to groguenc a la base. De manera característica, la vena medial (M1+2 o quarta vena llarga) mostra una curvatura pronunciada cap amunt. Cada ala té un lòbul a la part posterior, el caliptre, que cobreix l'halteri. L'abdomen és gris o groguenc amb una franja fosca i marques fosques irregulars al costat. Té 10 segments que porten espiracles per respirar. En els mascles, el novè segment porta un parell de ganxos per a la còpula, i el desè porta cercs anals en ambdós sexes.

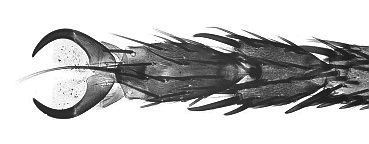
Micrografia del tars de l'apèndix

Una varietat d'espècies arreu del món semblen semblants a la mosca domèstica, com ara la Fannia canicularis; la mosca dels estables, Stomoxys calcitrans; i altres membres del gènere Musca com ara la M. vetustissima, la mosca australiana i diversos tàxons estretament relacionats que inclouen M. primitiva, M. shanghaiensis, M. violacea, i M. varensis. La identificació sistemàtica d'espècies pot requerir l'ús de claus taxonòmices específiques de la regió i pot requerir disseccions de les parts reproductives masculines per a la seva confirmació.

## Distribució
La mosca domèstica és probablement l'insecte amb més distribució del món; s'associa en gran manera amb els humans i els ha acompanyat arreu del món. És present a l'Àrtida, així com als tròpics, on és abundant. És present a totes les parts poblades d'Europa, Àsia, Àfrica, Australàsia i Amèrica.

## Evolució i taxonomia

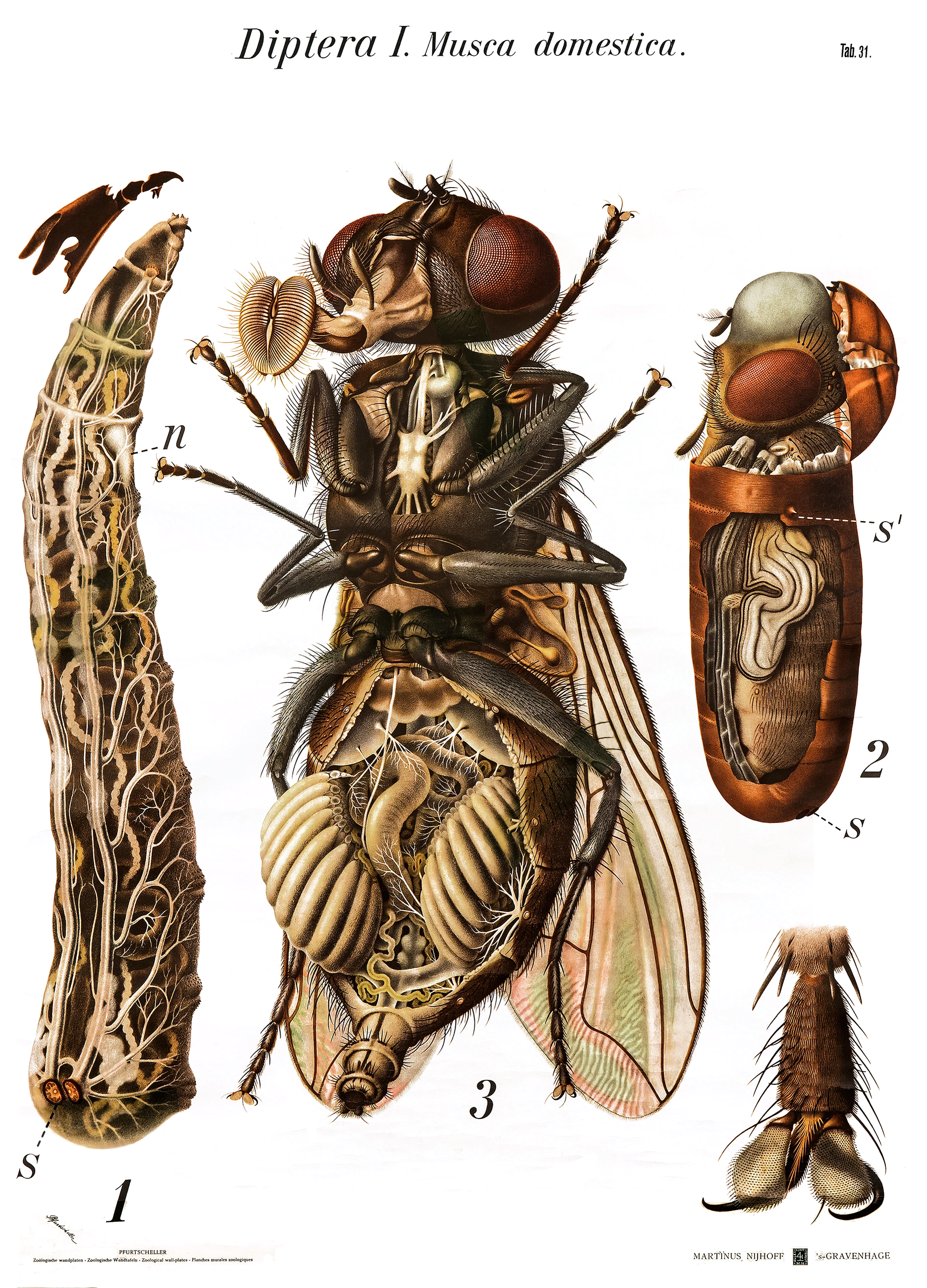
Anatomia

Tot i que l'ordre de les mosques (dípters) és molt més antic, es creu que les mosques domèstiques autèntiques van evolucionar al començament de l'era del Cenozoic. La superfamília de la mosca domèstica, Muscoidea, està més estretament relacionada amb la Oestroidea, i més lluny amb les Hippoboscoidea. Es creu que es van originar a la regió del sud del Paleàrtic, particularment a l'Orient Mitjà. A causa de la seva estreta relació comensal amb els humans, probablement deuen la seva dispersió mundial a la comigració amb els humans.
La mosca domèstica es va descriure per primera vegada com a "Musca domestica" l'any 1758 basant-se en els exemplars europeus comuns pel botànic i zoòleg suec Carl Linnaeus al seu "Systemma naturae" i continua classificant-se amb aquest nom. L'entomòleg danès Johan Christian Fabricius va fer una descripció més detallada el 1776 en el seu Genera Insectorum.

## Cicle vital
Cada femella pot pondre uns 500 ous que fan 1,2 mm de llarg cadascun. Les larves, que són àpodes, viuen i s'alimenten de matèria orgànica, com ara escombraries i femtes. Si en aquest estadi larval la seva alimentació resulta insuficient les mosques adultes seran més petites. Després d'algunes mudes es transformen en pupa.
Les femelles s'aparellen una sola vegada i conserva l'esperma del mascle per a fertilitzar els ous que va ponent. Els mascles són territorials i polígams. Els adults viuen de 15 a 30 dies i només es poden alimentar de líquids o sòlids prèviament ensalivats.

## Ecologia
Les mosques domèstiques tenen un paper ecològic important en la descomposició i el reciclatge de la matèria orgànica. Els adults són principalment carnívors; el seu aliment principal és la matèria animal, la carronya i les femtes, però també consumeixen llet, substàncies ensucrades i fruites i verdures podrides. Els aliments sòlids es suavitzen amb saliva abans de ser succionats. Poden ser alimentadors de sang oportunistes. Les mosques domèstiques tenen una relació mutualista amb el bacteri Klebsiella oxytoca, que pot viure a la superfície dels ous de mosca domèstica i dissuadir els fongs que competeixen amb les larves de mosca domèstica pels nutrients.
Les mosques domèstiques adultes són diürnes i descansen a la nit. Si es troben a l'interior d'un edifici després de la foscor, tendeixen a congregar-se als sostres, bigues i cables superiors, mentre que fora de les portes, s'arrosseguen entre el fullatge o l'herba llarga, o descansen en arbustos i arbres o sobre cables. En climes més freds, algunes mosques domèstiques hibernen a l'hivern, triant fer-ho a les esquerdes i esquerdes, els buits de la fusta i els plecs de les cortines. Es desperten a la primavera quan el clima s'escalfa i busquen un lloc per posar els ous.
Les mosques domèstiques tenen molts depredadors, com ara ocells, rèptils, amfibis, diversos insectes i aranyes. Els ous, les larves i les pupes tenen moltes espècies de paràsits i parasitoides específics de l'etapa. Algunes de les més importants són les vespes paràsites Muscidifurax uniraptor i Spalangia cameroni; aquestes dipositen els ous al teixit de les larves de mosca domèstica i la seva descendència completa el seu desenvolupament abans que les mosques adultes puguin emergir de les pupes.  Els histèrids Macrocheles muscae domesticae consumeixen ous de mosca domèstica, menjant 20 ous al dia.